# Sản xuất bồi đắp bằng chùm electron
Sản xuất bồi đắp bằng chùm tia điện tử, hoặc chùm tia điện tử nóng chảy (EBM) là một loại sản xuất bồi đắp, hay in 3D, cho các bộ phận kim loại. Nguyên liệu thô (bột kim loại hoặc dây kim loại) được đặt trong chân không và hợp nhất với nhau bằng cách nung nóng bằng chùm electron. Kỹ thuật này khác biệt với quá trình thiêu kết laser chọn lọc khi các nguyên liệu thô đã tan chảy hoàn toàn.

## Hệ thống dùng bột kim loại
Bột kim loại có thể được hợp nhất thành một khối rắn bằng cách sử dụng chùm điện tử làm nguồn nhiệt. Các bộ phận được sản xuất bằng cách nung chảy bột kim loại, từng lớp, với một chùm electron trong chân không cao.
Phương pháp dùng bột này tạo ra các bộ phận kim loại dày đặc trực tiếp từ bột kim loại với các đặc tính của vật liệu đích. Máy EBM đọc dữ liệu từ mô hình CAD 3D và đặt các lớp bột tiếp theo. Các lớp này được nấu chảy cùng nhau bằng cách sử dụng chùm điện tử được điều khiển bằng máy tính. Quá trình này diễn ra dưới chân không, phù hợp để sản xuất các bộ phận trong vật liệu phản ứng với ái lực cao với oxy, ví dụ: titan. Quá trình này hoạt động ở nhiệt độ cao (lên đến 1000 °C), có thể dẫn đến sự khác biệt trong sự hình thành pha mặc dù quá trình đông đặc và chuyển pha rắn.
Nguyên liệu bột thường được hợp kim hóa trước, trái ngược với hỗn hợp. Khía cạnh đó cho phép phân loại EBM với phương pháp gây nóng chảy bằng laser chọn lọc (SLM), nơi các công nghệ cạnh tranh như SLS và DMLS yêu cầu xử lý nhiệt sau khi chế tạo. So với SLM và DMLS, EBM có tốc độ xây dựng mô hình cao hơn vì mật độ năng lượng và phương pháp quét cao hơn.
Thiết bị nung chảy bằng chùm tia điện tử
- Arcam S12
- Arcam A2
- Arcam Q10
- Hệ thống thu hồi bột kim loại được sử dụng trong sản xuất đắp dần EBM

### Nghiên cứu phát triển
Công trình gần đây đã được xuất bản bởi ORNL, chứng minh việc sử dụng công nghệ EBM để kiểm soát định hướng hạt tinh thể địa phương trong Inconel. Các phát triển đáng chú ý khác đã tập trung vào việc phát triển các thông số quá trình để sản xuất các bộ phận từ các hợp kim như đồng, niobi, nhôm 2024, thủy tinh kim loại dạng khối, thép không gỉ, và aluminide titan. Hiện nay vật liệu thương mại cho EBM bao gồm Titan tinh khiết thương mại, Ti-6Al-4V, CoCr, Inconel 718, và Inconel 625.

## Hệ thống dùng dây kim loại
Một cách tiếp cận khác là sử dụng một chùm electron để làm tan chảy dây hàn lên bề mặt để tạo thành chi tiết. Điều này tương tự như quy trình in 3D phổ biến mô hình hóa lắng đọng nóng chảy, nhưng với kim loại, chứ không phải là nhựa. Với quá trình này, một khẩu súng tia điện tử cung cấp nguồn năng lượng được sử dụng để làm nóng chảy nguyên liệu kim loại, thường là dạng dây. Chùm electron là một nguồn năng lượng hiệu quả cao, có thể được tập trung chính xác và có thể làm lệch hướng bằng cách sử dụng cuộn dây điện từ ở tốc độ lên đến hàng ngàn hertz. Các hệ thống hàn chùm điện tử điển hình có sẵn công suất cao, trong đó hệ thống 30 và 42 kilowatt là phổ biến nhất. Một lợi thế lớn của việc sử dụng các chi tiết kim loại với chùm electron là quá trình được thực hiện trong môi trường chân không cao từ 1 × 10-4 Torr trở lên, tạo thành vùng làm việc không bị ô nhiễm, không yêu cầu sử dụng khí trơ bổ sung thông thường được sử dụng với các quy trình dựa trên hồ quang và laser. Với EBDM, nguyên liệu được đưa vào vũng chảy chảy được tạo ra bởi chùm electron. Thông qua việc sử dụng trình điều khiển số của máy tính (CNC), vũng chảy di chuyển trên một lớp nền, thêm vật liệu vào nơi cần thiết để tạo ra biên dạng gần đúng của vật. Quá trình này được lặp lại từng lớp từng lớp cho đến khi hình dạng 3D mong muốn của chi tiết được tạo ra.
Tùy thuộc vào chi tiết sản xuất, tỷ lệ lắng đọng có thể lên đến 200 inch khối (3.300 cm3) mỗi giờ. Với hợp kim nhẹ, như titan, điều này chuyển thành tỷ lệ lắng đọng thời gian thực là 40 pound (18 kg) mỗi giờ. Một loạt các hợp kim kỹ thuật tương thích với quy trình EBDM và sẵn có dưới dạng dây hàn có sẵn trên thị trường. Chúng gồm có thép không gỉ, hợp kim coban, hợp kim niken, hợp kim niken đồng, tantali, hợp kim titan, cũng như nhiều vật liệu có giá trị cao khác.

## Thị trường
Các hợp kim titan được sử dụng rộng rãi với công nghệ này, làm cho nó trở thành một lựa chọn phù hợp cho thị trường cấy ghép y tế.
Khớp háng có chứng nhận CE đang được sản xuất hàng loạt với EBM từ năm 2007 bởi hai nhà sản xuất thiết bị cấy ghép chỉnh hình châu Âu, Adler Ortho và Lima Corporate.
Nhà sản xuất cấy ghép Exactech của Mỹ cũng đã nhận được giấy phép của FDA cho một khớp háng được sản xuất bằng công nghệ EBM. 
Hàng không vũ trụ và các ứng dụng cơ khí đòi hỏi khắt khe khác cũng được nhắm đến, xem động cơ tên lửa Rutherford.
Quá trình EBM đã được phát triển để sản xuất các bộ phận trong aluminide titan gamma và hiện đang được Avio S.p.A. và General Electric Aviation phát triển để sản xuất các cánh tuabin trong γ-TiAl cho động cơ tuabin khí.